# شیمی‌پرورد

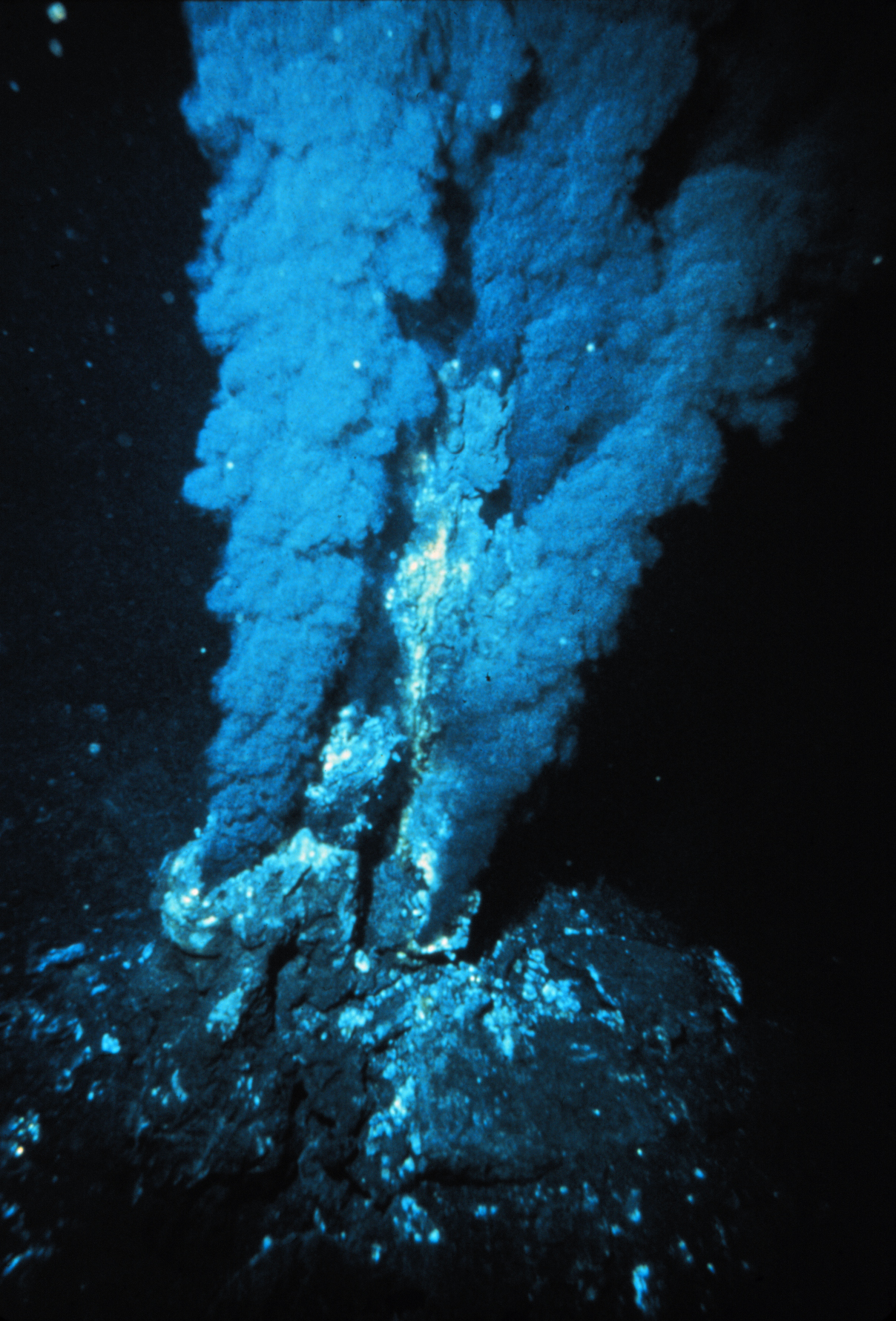
یک دودکش سیاه در اقیانوس اطلس که تأمین‌کننده انرژی و مواد غذایی برای اندامگان شیمی‌پرورد است.

اندامگانی که انرژی مورد نیاز خود را از واکنش‌های شیمیایی تأمین می‌کند را شیمی‌پرورد (chemotroph) می‌گویند.
فرایندی که در آن، اندامگان انرژی مورد نیاز خود را از واکنش‌های شیمیایی تأمین می‌کند نیز شیمی‌پروردگی (chemotrophy) نام دارد.
شیمی‌پروردها انرژی مورد نیاز خود را از اکسایش مواد غذایی و نورپروردها آن را از نور خورشید به دست می‌آورند.
میکروب‌های شیمی‌پرورد در محیطی بدون گازهای آلی و در حضور کانی‌های زیر زمین می‌توانند کاملاً خود کفا و بی‌نیاز از بقایای مواد آلی جانداران روی زمین باشند.

## انواع
شیمی‌پروردگی دو گونه دارد:

### شیمی‌خودپرورد (chemoautotroph)
خودپروردی که انرژی خود را از واکنش‌های شیمیایی به دست می‌آورد.

### شیمی‌دگرپرورد (chemoheterotroph)
- دگرپروردی که انرژی و کربن خود را از اکسید کردن ترکیبات آلی به دست می‌آورد.